# Palmarès del Fotbal Club FCSB
Il FCSB, noto fino al 2017 come Fotbal Club Steaua București (in italiano usualmente Steaua Bucarest) conosciuto come Steaua o semplicemente FCSB, è una società calcistica rumena con sede nella città di Bucarest.
Avendo vinto 28 campionati, 23 coppe e 8 supercoppe nazionali, è la squadra più titolata del proprio Paese, oltre ad aver trascorso la propria intera storia in prima divisione. È anche il club rumeno di maggior successo a livello internazionale. La Steaua è infatti l'unica squadra rumena ad aver vinto due trofei europei, la Coppa dei Campioni nel 1985-1986 - prima società proveniente dall'Europa orientale a riuscirci - e la Supercoppa europea nel 1986. Altri piazzamenti internazionali di rilievo sono la finale di Coppa Intercontinentale disputata nel 1986, la finale di Coppa dei Campioni raggiunta nel 1988-1989, la semifinale di Coppa dei Campioni raggiunta nel 1987-1988 e la semifinale di Coppa UEFA ottenuta nel 2005-2006.

## Competizioni nazionali
- Campionato rumeno: 28  (record)

1951, 1952, 1953, 1956, 1959-1960, 1960-1961, 1967-1968, 1975-1976, 1977-1978, 1984-1985, 1985-1986, 1986-1987, 1987-1988, 1988-1989, 1992-1993, 1993-1994, 1994-1995, 1995-1996, 1996-1997, 1997-1998, 2000-2001, 2004-2005, 2005-2006, 2012-2013, 2013-2014, 2014-2015, 2023-2024, 2024-2025
- Coppa di Romania: 23  (record)

1948-49, 1950, 1951, 1952, 1955, 1961-1962, 1965-1966, 1966-1967, 1968-1969, 1969-1970, 1970-1971, 1975-1976, 1978-1979, 1984-1985, 1986-1987, 1988-1989, 1991-1992, 1995-1996, 1996-1997, 1998-1999, 2010-2011, 2014-2015, 2019-2020
- Supercoppa di Romania: 8  (record)

1994, 1995, 1998, 2001, 2006, 2013, 2024, 2025
- Coppa di lega rumena: 2 (record)

2014-2015, 2015-2016

## Competizioni internazionali
- Coppa dei Campioni/UEFA Champions League: 1  (record rumeno)

1985-1986
- Supercoppa UEFA: 1  (record rumeno)

1986

## Altri piazzamenti
- Campionato rumeno:

Secondo posto: 1954, 1957-1958, 1962-1963, 1976-1977, 1979-1980, 1983-1984, 1989-1990, 1990-1991, 1991-1992, 2002-2003, 2003-2004, 2006-2007, 2007-2008, 2015-2016, 2016-2017, 2017-2018, 2018-2019, 2020-2021, 2021-2022, 2022-2023
Terzo posto: 1958-1959, 1963-1964, 1964-1965, 1969-1970, 1970-1971, 1978-1979, 1998-1999, 1999-2000, 2011-2012
- Coppa di Romania:

Finalista: 1953, 1963-1964, 1976-1977, 1979-1980, 1983-1984, 1985-1986, 1989-1990, 2013-2014
Semifinalista: 1956, 1960-1961, 1972-1973, 1973-1974, 1974-1975, 2001-2002, 2006-2007, 2015-2016
- Supercoppa di Romania:

Finalista: 1999, 2005, 2011, 2014, 2015, 2020
- Coppa Intercontinentale:

Finalista: 1986
- Coppa dei Campioni/UEFA Champions League:

Finalista: 1988-1989
Semifinalista: 1987-1988
- Coppa UEFA/Europa League:

Semifinalista: 2005-2006